# アル・カウカブFC
アル・カウカブFC（英語: Al-Kawkab FC, アラビア語: نادي الكوكب)）は、サウジアラビアのアル・ハルジュをホームタウンとする、サウジ・セカンドディヴィジョンリーグに加盟するプロサッカークラブである。
ヒッティーンFC

## タイトル

### 国内タイトル
- サウジ・ファーストディヴィジョンリーグ : 1回
  - 1986-87
- サウジ・セカンド・ディヴィジョン : 3回
  - 1978-79, 2004-05, 2016-17

### 国際タイトル
- なし

## 現所属メンバー
2024年1月26日現在
注：選手の国籍表記はFIFAの定めた代表資格ルールに基づく。
| No. | Pos. |                | 選手名                       |
| --- | ---- | -------------- | ---------------------------- |
| 1   | GK   | サウジアラビア | アーメル・アッ＝ソワイグ     |
| 2   | FW   | マダガスカル   | カロルス・アンドリア         |
| 4   | DF   | サウジアラビア | ハマド・アル＝アキーリ       |
| 6   | MF   | サウジアラビア | オマル・アブドゥルアズィーズ |
| 7   | MF   | サウジアラビア | ナハール・アル＝アービド     |
| 8   | MF   | カメルーン     | ファブリス・オナナ           |
| 10  | FW   | サウジアラビア | エイサ・アル＝アモウディ     |
| 12  | DF   | サウジアラビア | ムハンマド・サーレム         |
| 13  | DF   | サウジアラビア | アハメド・ファキーヒー       |
| 14  | MF   | サウジアラビア | スルターン・アッ＝シェリーフ |
| 15  | FW   | ナイジェリア   | トニー・エジョマリーグウェ   |
| 17  | DF   | サウジアラビア | サーミー・カサール           |

| No. | Pos. |                | 選手名                             |
| --- | ---- | -------------- | ---------------------------------- |
| 19  | MF   | サウジアラビア | アブドゥッラティーフ・アル＝ムーサ |
| 20  | FW   | サウジアラビア | ムーサ・アル＝アムーディ           |
| 21  | MF   | サウジアラビア | ファハド・アル＝マハリ             |
| 22  | DF   | サウジアラビア | カーセム・シャラーヒーリー         |
| 23  | DF   | サウジアラビア | アムジャド・バルナーウィ           |
| 28  | MF   | サウジアラビア | ハーレド・アッ＝サーアディ         |
| 46  | MF   | サウジアラビア | ムハンマド・アッ＝ドーサリー       |
| 50  | DF   | サウジアラビア | オサーマ・アーシュール             |
| 69  | FW   | サウジアラビア | サイード・アル＝バイシ             |
| 76  | GK   | サウジアラビア | ミシュアル・アッ＝シャンマリ       |
| 80  | MF   | サウジアラビア | アブドゥルマジード・アッ＝スワート |
| 91  | MF   | ブラジル       | ルイス・エドゥアルド・フィゲイレド |
| 99  | GK   | ルワンダ       | オリヴィエ・クワイゼラ             |

監督
- ヤーメン・アッ＝ザルファーニ

## 歴代監督
- ファハド・アル＝ヤエシュ 1967-71
- イブラヒム・エル・エサウィ 1975-77
- マフムード・エル・セイズ 1978-79
- ファルーク・エル・サイード 1979-80
- マフムード・エル・セイズ 1982-83
- オマル・エル・ナハル 1983-84
- ムフタル・タリリ 1984-85
- ゲル・ブロック 1985-86
- ナセル・アル＝オライウィ 1986-87
- ナセル・アル＝オライウィ 1990-91
- ファルーク・エルサイード 1991-92
- ナセル・アル・オライウィ 1994-95
- ハーレド・アル＝ジャセル 1995-96
- ブーアレム・ラロウム 1996-97
- アルタイブ・エナニ 1999-2000
- マフムード・ラジディディ 1999-2000
- サード・アル＝スベアイ 2004-05
- ハーレド・アル＝ファルハーン 2005
- サーミ・アル＝ファルハーン 2005-06
- ハーレド・アル＝ファルハーン 2006-07
- マブルーク・アル＝キラニ 2009-10
- セリム アル マンガ 2011-2012
- スルターン・ハミース 2012-13
- チェイカー・メフタ 2013-14
- イブラヒム・アル＝ムタイウィー 2014
- ハシン・メネスティリ 2014
- モンセフ・ムシャーレク 2014-18
- オサーマ・ナビーフ 2018-19
- モンセフ・ムシャーレク 2019-20
- ジャミール・カーセム 2020
- カマール・ザイーム 2020
- ムハンマド・アルド 2020-21
- ラムジ・ケリド 2021
- ヤーメン・アッ＝ザルファーニ 2021-22
- フアン・ホセ・マケダ 2022
- セイバー・アブデラウイ 2022
- アブドラ・アル・オタイビ 2022
- ユスリ・ビン・カーラ 2022
- ラムジ・ケリド 2022
- マヘル・ギーザーニ 2022-23
- アブドゥルアズィーズ・アル＝ビーシー 2023
- ムハンマド・ダフマーン 2023
- ヤーメン・アッ＝ザルファーニ  2023-